# John Evans (Entdecker)
John Evans (* 1770 in Waunfawr nahe Caernarfon; † 1799 in New Orleans) war ein walisischer Entdecker, der sich auf der Suche nach den Spuren Madocs nach Nordamerika begab.

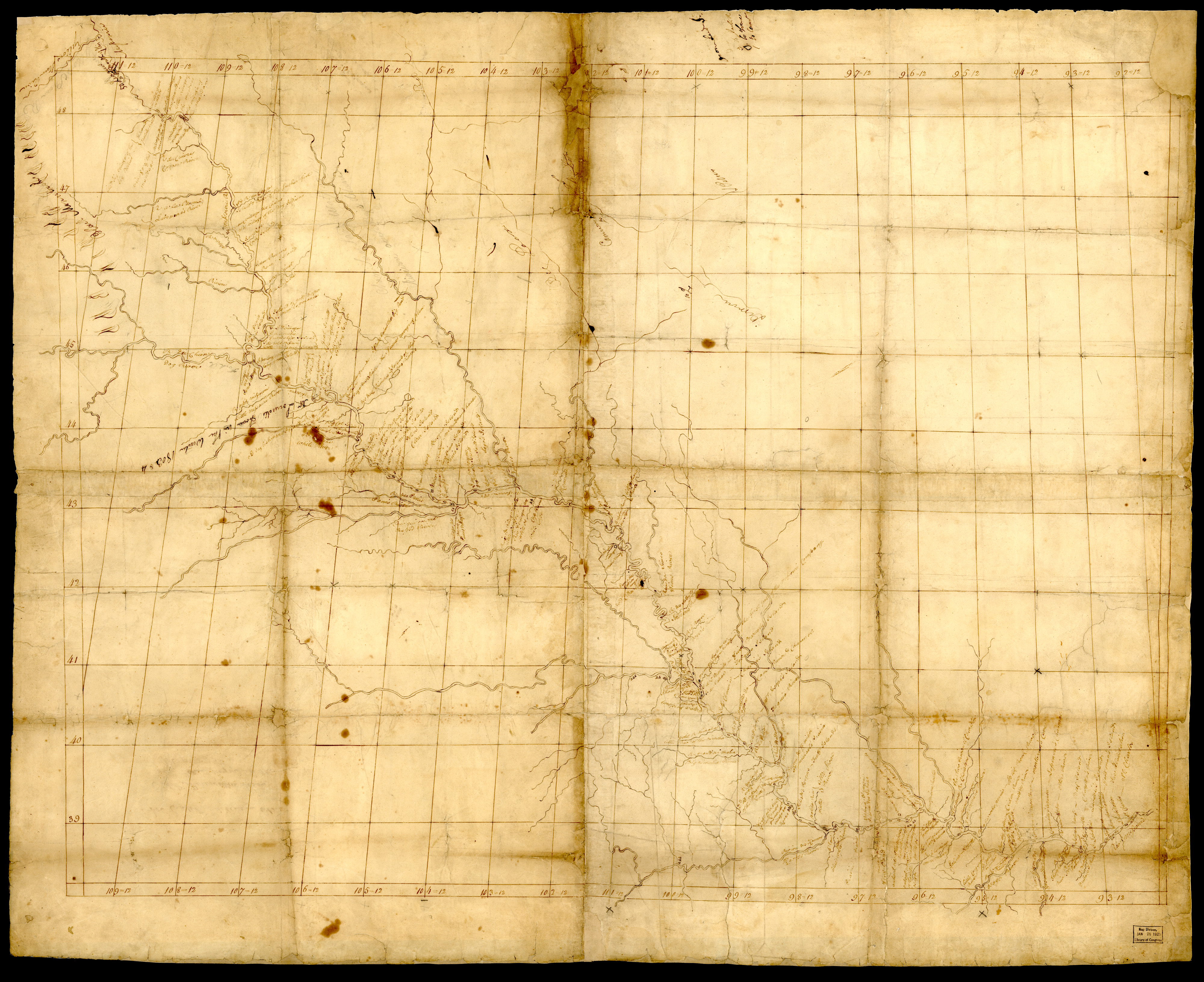
Teil der Karte, die Evans im Missouri-Gebiet 1795–1796 anfertigte

In den 1790er Jahren war die Legende von Madoc, einem walisischen Prinzen, der um 1170 Nordamerika entdeckt und dabei erste Siedlungen gegründet haben soll, in Wales sehr populär. Weiters gab es Gerüchte, dass die Mandan, ein indigenes Indianervolk, Nachkommen jener walisischer Kolonisten sein sollten und auch die walisische Sprache sprechen sollten.
Vor diesem Hintergrund plante Edward Williams eine Expedition nach Nordamerika, Evans sollte ihn begleiten. Nachdem Williams von dem Vorhaben jedoch Abstand genommen hatte, begab sich Evans alleine in die USA, er traf 1792 in Baltimore ein.
1793 erreichte er St. Louis im damals spanisch besetzten Louisiana, wo Evans der Spionage verdächtigt und gefangen genommen wurde.
Im April 1795 erlangte er schließlich das Vertrauen der Spanier und rüstete mit deren Unterstützung eine Expedition zum Missouri aus. Offizielles Ziel war es, eine Route zum Pazifik zu finden, Evans hatte aber weiterhin die Madoc-Legende im Hinterkopf.
1796 gelangte Evans zu den Mandan und verbrachte mit ihnen den ganzen Winter. Seine Hoffnungen, Spuren der Madoc-Legende zu finden beziehungsweise diese gar zu verifizieren, wurden aber enttäuscht: Evans musste feststellen, dass die Sprache der Mandan nicht dem Walisischen entsprach; auch andere Hinweise auf europäische Einflüsse konnte er nicht feststellen.
Erfolgreich war Evans’ Reise jedoch in geographischer Hinsicht: Er hatte 1800 Meilen entlang des Missouri, beginnend von seinem Zusammenfluss mit dem Mississippi, zurückgelegt und eine Karte des Gebiets angefertigt, die schließlich auch bei der bekannten Lewis-und-Clark-Expedition (1804–1806) verwendet wurde.
| Personendaten    | Personendaten          |
| ---------------- | ---------------------- |
| NAME             | Evans, John            |
| KURZBESCHREIBUNG | walisischer Entdecker  |
| GEBURTSDATUM     | 1770                   |
| GEBURTSORT       | Waunfawrbei Caernarfon |
| STERBEDATUM      | 1799                   |
| STERBEORT        | New Orleans            |